# Onze-Lieve-Vrouw van het Heilig Hartkerk (Anderlecht)
De Onze-Lieve-Vrouw van het Heilig Hartkerk is een rooms-katholiek kerkgebouw gelegen aan de Norbert Gillelaan 67 te Anderlecht.
Het is een betrekkelijk kleine bakstenen kerk die in 1935 werd gebouwd in art-decostijl (baksteenexpressionisme). Aan de voorgevel valt boven het rechthoekige ingangsportaal het gestileerde reliëf van Maria met Kind op. Het kerkinterieur is sober, maar wordt gedomineerd door het paraboolgewelf boven het koor. In het interieur bevindt zich voorts een klok, die ooit uit een toren was gevallen en nu in de kerk een plaatsje heeft gekregen.